# Cephalaeschna needhami
Cephalaeschna needhami là loài chuồn chuồn trong họ Aeshnidae. Loài này được Asahina mô tả khoa học đầu tiên năm 1981.